# Doryctes longisetosus
Doryctes longisetosus är en stekelart som beskrevs av Nixon 1939. Doryctes longisetosus ingår i släktet Doryctes och familjen bracksteklar. Inga underarter finns listade i Catalogue of Life.